# Benedikt Elsas

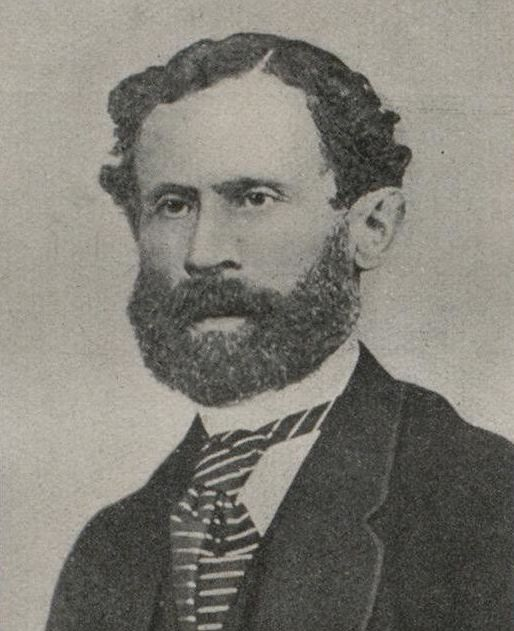
Benedikt Elsas

Benedikt Elsas (* 26. Juli 1816 in Aldingen am Neckar; † 8. März 1876 in Ludwigsburg) war ein württembergischer Weber und Unternehmer jüdischen Glaubens. Er war der Gründer der Firma Elsas & Söhne, einer der ersten Textilfabriken in Württemberg, die 1938 Opfer der sogenannten Arisierung wurde. Um 1860 setzte Elsas als Erster in Württemberg mechanische Buntwebstühle ein.

## Leben

### Familie
Benedikt Elsas wurde 1816 in der jüdischen Gemeinde Aldingens im Königreich Württemberg als Sohn von Isak Salomon und Rosine Lippmann geboren. Den Namen Elsas nahm die Familie erst 1828 an, als ein neues württembergisches Judengesetz den Gebrauch von Familiennamen vorschrieb. Isak Salomon wählte diesen Namen aufgrund seiner Herkunft aus dem Elsass. Benedikt Elsas hatte zwei Geschwister aus erster Ehe seines Vaters sowie zehn weitere Geschwister aus der Ehe mit Rosine Lippmann. Aufgrund der großen Zahl an Kindern lebte die Familie in Armut. Der Vater verdiente sein Geld als Hausierer.
1844 heiratete Elsas die aus der benachbarten jüdischen Gemeinde in Hochberg stammende Rebekka Straus (1818–1908), eine Schwester des Bettenfabrikanten Seligman Löb Straus, der wiederum mit Elsas’ Schwester Dina verheiratet war. Benedikt und Rebekka Elsas hatten insgesamt sieben Kinder, darunter der spätere Unternehmer und Ludwigsburger Stadtrat Max Elsas  (1858–1942). Ihr Sohn Oskar Elsas (1846–1930) war der Vater des Karlsruher Kaufmanns Martin Elsas (1872–1939). Der Widerstandskämpfer Fritz Elsas (1890–1945) war ein Großneffe von Benedikt Elsas.

### Werdegang
Elsas ging von etwa 1832 bis 1835 bei einem in Aldingen ansässigen Weber namens Heinrich Erhardt in die Lehre, der im Jahr 1832 wegen Misshandlung an Elsas zu einer Geldstrafe verurteilt wurde. Ab 1835 ging Elsas auf Wanderschaft, kam dabei aber nur bis Cannstatt und Hoheneck, wo er in der Fahnenweberei Weigle als Untermeister arbeitete. Ohne das vorgeschriebenen Mindestalter von 25 Jahren erreicht zu haben, beantragte Elsas im April 1838 die Zulassung zur Meisterprüfung, was ihm aufgrund der Unterstützung durch den Aldinger Gemeinderat gewährt wurde.
Elsas nahm im direkten Anschluss an die erfolgreiche Prüfung die Arbeit als Weber in seinem Heimatort Aldingen auf. Zu seinen ersten Lehrlingen zählte auch sein Bruder Louis. Der ungelernte ältere Bruder Moses half den Brüdern im Verkauf. Die Weberei der Familie Elsas expandierte schnell. Bereits 1839 ging Benedikt Elsas auf Verkaufsreisen außerhalb Württembergs. Das Unternehmen firmierte nun als Elsas & Comp.
1852 siedelte die schnell wachsende Weberei nach Ludwigsburg um, da die Räume in Aldingen zu klein geworden waren. Ab 1855 kam ein Dampfkessel in der Weberei zum Einsatz. 1858 installierte Elsas zusammen mit Christian Müller, einem Professor an der Polytechnischen Schule Stuttgart, eine gebraucht erworbene Dampfmaschine. Ab 1862 kamen aus England importierte mechanische Webstühle zum Einsatz – die ersten in Württemberg. 1863 siedelte das Unternehmen aufgrund des Mangels an Wasserkraft erneut um, diesmal nach Cannstatt, wo die Brüder direkt am Neckar eine Fabrik errichteten. Als sich die Dampfmaschinentechnik durchsetzte, kehrte Benedikt Elsas aber schon 1865 wieder nach Ludwigsburg zurück und firmierte dort als Elsas & Söhne. Die Brüder Moses und Louis führten derweil das Unternehmen in Cannstatt weiter. Louis Elsas war der Großvater des Widerstandskämpfers Fritz Elsas.
Benedikt Elsas starb am 8. März 1876 mit 60 Jahren. Er ist auf dem alten jüdischen Friedhof in Ludwigsburg begraben.

## Ehrung

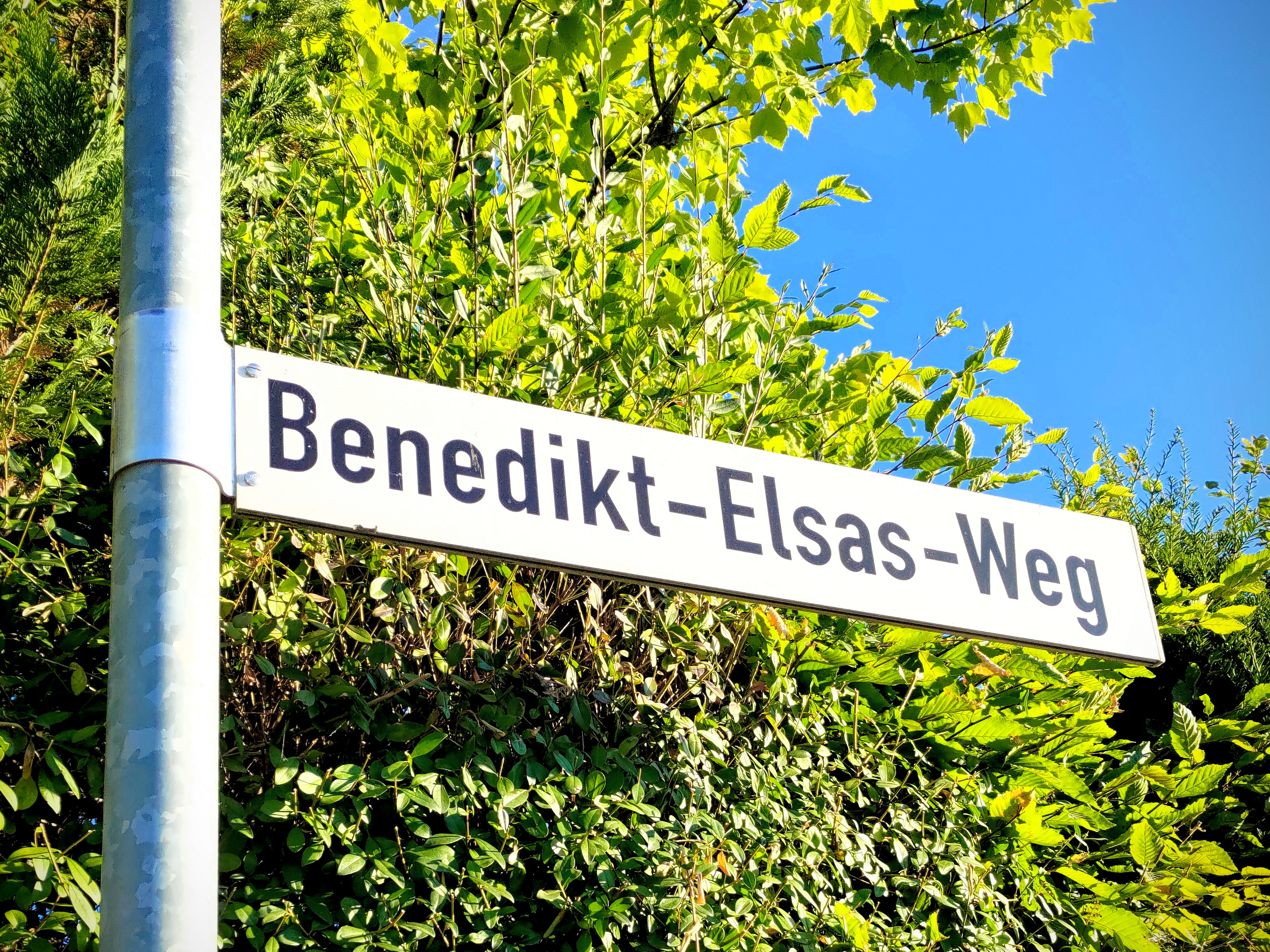
Straßenschild in Elsas’ Geburtsort Aldingen

Der Benedikt-Elsas-Weg in Remseck-Aldingen ist nach dem in Aldingen geborenen Elsas benannt.